# Lüttewitz-Dreißig
Lüttewitz-Dreißig ist eine ehemalige Gemeinde, die sich im ehemaligen Kreis bzw. Landkreis Döbeln befand.
Lüttewitz-Dreißig entstand 1965 durch den Zusammenschluss von Lüttewitz und Dreißig. Beide Dörfer liegen östlich von Döbeln, zu dem die Gemeinde heute gehört, und nördlich von Roßwein. 1993 schlossen sich die Gemeinden Lüttewitz-Dreißig und Choren zur Gemeinde Lüttewitz zusammen. Diese wurde drei Jahre später in die Gemeinde Mochau eingegliedert, die 2016 nach Döbeln eingemeindet wurde.
| Jahr      | zum Vergleich: 1964 | 1990 |
| --------- | ------------------- | ---- |
| Lüttewitz | 736                 | 875  |
| Dreißig   | 220                 | 875  |

## Belege
1. 1 2  Lüttewitz-Dreißig – HOV | ISGV. Abgerufen am 1. Januar 2024.
2. ↑  Lüttewitz (1) – HOV | ISGV. Abgerufen am 1. Januar 2024.
3. ↑  Dreißig – HOV | ISGV. Abgerufen am 1. Januar 2024.

Koordinaten: 51° 9′ N, 13° 12′ O